# Gehoornde papegaaiduiker
De gehoornde papegaaiduiker (Fratercula corniculata) is een vogel uit de familie van de alken (Alcidae). 

## Verspreiding en leefgebied
Deze soort komt voor in oostelijk Siberië en noordwestelijk Noord-Amerika en overwintert in Japan en zuidelijk Californië.